# 中国大陆互联网音乐产业
中国大陆的互联网音乐（又稱网络音乐）产业，涵蓋了数字音乐、在线K歌、短视频、娱乐直播四大形式，是中國音樂產業的一部份。中国内地娱乐圈的歌手有時會進駐在線音樂平台。